# Wereldbeker schaatsen 2008/2009 - Wereldbeker 2 - 5000 meter mannen
De tweede van 6 wedstrijden voor de wereldbeker schaatsen 5000/10.000 meter werd gehouden op 16 november 2008 in Heerenveen.
De eerste 'serieuze' tijd werd neergezet door Roger Schneider met 6.29,08. Dit werd verbeterd door de 19-jarige Amerikaan Trevor Marsicano met 6.28,49. Tot de zevende rit bleef dit staan als beste tijd. Wouter Olde Heuvel en Ted-Jan Bloemen reden allebei onder het schema van Marsicano, en doordat Olde Heuvel op het eind twee 32'ers reed, won Bloemen de rit. In de daarop volgende rit startten Chad Hedrick en Enrico Fabris. Ze startten langzamer dan Bloemen, maar doordat het een gevecht werd om als eerst over de streep te komen eindigden beiden met rondjes 28, waarbij Fabris met 15 honderdste won, zetten ze de snelste tijden neer. Vervolgens was het aan Carl Verheijen om Fabris te verslaan. Door een snel begin hield hij op het eind net genoeg (2 honderdste) over de eerste plaats over te nemen. In de laatste rit liet Sven Kramer zien dat hij het nog niet verleerd was. Hij liet, ondanks de slechte ijskwaliteit, zien dat alleen hij de koning is van de 5 kilometer een spoelde hiermee zijn slechte prestatie op 1500 de dag daarvoor weg.
Er was tijdens deze 5000m een hoop commotie over de ijskwaliteit. In rit 4 begon het ijs al wit uit te slaan en toen in rit 5 de rijders aanvankelijk de snelste tussentijden noteerden maar toen duidelijk instortten was het duidelijk dat het ijs flink achteruit was gegaan. Toch werd er niet besloten het dweilschema aan te passen. Wopke de Vegt was hier zeer teleurgesteld over omdat hij er al de ijsmeester de vorige dag had geattendeerd. Ook Sven Kramer, die in zijn rit ook last had van uitgeslagen ijs, was boos want hij beweerde dat "hij wel een baanrecord had kunnen rijden".

## Uitslag A-divisie
| rang   | schaatser          | tijd    | punten |
| ------ | ------------------ | ------- | ------ |
| Goud   | Sven Kramer        | 6.14,32 | 100    |
| Zilver | Carl Verheijen     | 6.20,18 | 80     |
| Brons  | Enrico Fabris      | 6.20,20 | 70     |
| 4      | Chad Hedrick       | 6.20,35 | 60     |
| 5      | Bob de Jong        | 6.20,78 | 50     |
| 6      | Håvard Bøkko       | 6.21,29 | 45     |
| 7      | Ted-Jan Bloemen    | 6.26,62 | 40     |
| 8      | Wouter Olde Heuvel | 6.27,82 | 36     |
| 9      | Trevor Marsicano   | 6.28,49 | 32     |
| 10     | Roger Schneider    | 6.29,08 | 28     |
| 11     | Øystein Grødum     | 6.30,04 | 24     |
| 12     | Sławomir Chmura    | 6.31,24 | 21     |
| 13     | Marco Weber        | 6.31,97 | 18     |
| 14     | Lucas Makowsky     | 6.32,51 | 16     |
| 15     | Hiroki Hirako      | 6.34,33 | 14     |
| 16     | Tobias Schneider   | 6.35,12 | 12     |
| 17     | Moritz Geisreiter  | 6.36,99 | 10     |
| 18     | Choi Kwun-won      | 6.37,89 | 8      |
| 19     | Tore Solli         | 6.38,90 | 6      |
| 20     | Kris Schildermans  | 6.44,03 | 5      |

## Loting
| rit | binnenbaan         | buitenbaan       |
| --- | ------------------ | ---------------- |
| 1   | Kris Schildermans  | Torre Solli      |
| 2   | Moritz Geisreiter  | Roger Schneider  |
| 3   | Lucas Makowsky     | Trevor Marsicano |
| 4   | Choi Kwun-won      | Marco Weber      |
| 5   | Hiroki Hirako      | Tobias Schneider |
| 6   | Øystein Grødum     | Sławomir Chmura  |
| 7   | Wouter Olde Heuvel | Ted-Jan Bloemen  |
| 8   | Enrico Fabris      | Chad Hedrick     |
| 9   | Carl Verheijen     | Bob de Jong      |
| 10  | Sven Kramer        | Håvard Bøkko     |

## Top 10 B-divisie
| rang | schaatser        | tijd    | punten |
| ---- | ---------------- | ------- | ------ |
| 1    | Ivan Skobrev     | 6.23,10 | 25     |
| 2    | Sverre Haugli    | 6.27,13 | 19     |
| 3    | Ryan Bedford     | 6.35,15 | 15     |
| 4    | Johan Röjler     | 6.38,26 | 11     |
| 5    | Shigeyuki Dejima | 6.38,34 | 8      |
| 6    | Robert Lehmann   | 6.39,67 | 6      |
| 7    | Steven Elm       | 6.40,34 | 4      |
| 8    | Xingyu Song      | 6.43,05 | 2      |
| 9    | Jordan Belchos   | 6.44,12 | 1      |
| 10   | Jay Morrison     | 6.44,91 | 0      |